# یوری برتین
یوری برتین (فرانسوی: Yori Bertin‎؛ زادهٔ ۲۸ دسامبر ۱۹۴۰) هنرپیشه اهل فرانسه است.
از فیلم‌ها یا برنامه‌های تلویزیونی که وی در آنها نقش داشته‌است می‌توان به آسانسوری به‌سوی قتلگاه و راهبه اشاره کرد.